# 256369 Vilain
256369 Vilain è un asteroide della fascia principale. Scoperto nel 2006, presenta un'orbita caratterizzata da un semiasse maggiore pari a 2,6140262 UA e da un'eccentricità di 0,3088858, inclinata di 0,48477° rispetto all'eclittica.